# Urban & Schwarzenberg
Urban & Schwarzenberg war ein deutscher medizinischer Fachverlag mit Sitz in München.

## Geschichte
Im Jahr 1866 wurde Urban & Schwarzenberg als Reise- und Versandbuchhandlung in Wien gegründet. 1876 wurden die Verlagsrechte der Wiener Medizinischen Presse übernommen, wobei der medizinische Bereich in den Fokus des Unternehmens rückte. 1898 wurde eine Zweitniederlassung in Berlin gegründet, welche bald Hauptsitz des Verlages wurde. 1901 wurde die medizinische Fachbuchhandlung Oscar Rothacker übernommen. 1945 erfolgte die Übernahme des medizinischen Programmes des Verlages J.F. Lehmann und damit auch des weltberühmten Anatomieatlases von Sobotta. 1949 wurde der Hauptsitz des Verlages nach München verlegt. 1968 gründete Urban & Schwarzenberg mit drei anderen Münchner Verlagen den Verlegerdienst München. Zu den Mitinhabern von Urban & Schwarzenberg, Verlag für Medizin und Naturwissenschaften, der von München, Berlin und Wien aus seine Publikationen veröffentlichte, gehörte etwa Ernst Urban (* 1908 in Berlin). Dieser hatte 1933 die Verlagsfirma seines Vaters Eduard Urban (1875–1953), der der Sohn des Verlagsgründers Ernst Urban (1838–1923) war, übernommen. 1995 wurde der mediscript Verlag übernommen. 1996 erfolgte die Gründung des Imprintverlages AESCURA. 1998 wurde Urban & Schwarzenberg von der Verlagsgruppe Georg von Holtzbrinck übernommen. Kurz darauf erfolgte 1999 die Fusion mit dem mittlerweile ebenfalls zu Holtzbrinck gehörenden Gustav Fischer Verlag, das fusionierte Unternehmen hieß nun Urban & Fischer. 2003 verkaufte die Verlagsgruppe Holtzbrinck den Urban & Fischer Verlag an den niederländischen Wissenschaftsverlag Elsevier, welcher die Bücher des Urban & Fischer Verlages nun unter der Marke Elsevier vermarktet.

## Medizinische Nachschlagewerke
Dieser Wissenschaftsverlag verlegte von 1902 bis 1951 nicht nur die 35 Auflagen von Walter Guttmanns Medizinischer Terminologie. Bereits 1880 erschien der erste Band von Albert Eulenburgs fünfzehnbändiger Real-Encyclopädie der gesammten Heilkunde; der „Schlußband“ der letzten Auflage erschien 1937/'38 als letzter von insgesamt 118 Bänden. Von 1966 bis 1977 entstand außerdem das Reallexikon der Medizin und ihrer Grenzgebiete als Loseblattwerk in sechs Plastikordnern und alternativ in fünf Buchbänden als wirtschaftliches Verlustgeschäft. Anschließend veröffentlichten Günter Thiele, Dagobert Tutsch und Heinz Walter 1980 das zweibändige Handlexikon der Medizin ebenfalls ohne Folgeauflagen.

## Bedeutende Veröffentlichungen des Verlages
- Albert Eulenburg (Hrsg.), Real-Encyclopädie der gesammten Heilkunde, 4 Auflagen von 1880 bis 1938, insgesamt 118 Bände
- Günter Thiele, Heinz Walter (Hrsg.): Reallexikon der Medizin und ihrer Grenzgebiete. 6 Plastikordner von 1966 bis 1977, 250.000 Stichwörter, ISBN 3-541-84000-5.
- Wilhelm Kolle, Heinrich Hetsch, Hans Schlossberger, Experimentelle Bakteriologie und Infektionskrankheiten („Kolle-Hetsch“)
- Johannes Sobotta, Atlas der Anatomie des Menschen
- Eduard Pernkopf, Topographische Anatomie des Menschen
- Louis Bolk, Ernst Göppert, Erich Kallius, Wilhelm Lubosch, Handbuch der vergleichenden Anatomie der Wirbeltiere
- Victor von Röll, Enzyklopädie des Eisenbahnwesens
- Therapie der Gegenwart: Monatsschrift für praktische Medizin